# Коробовский сельсовет (Витебская область)
Коробовский сельсовет — административная единица на территории Глубокского района Витебской области Республики Беларусь.

## Состав
Коробовский сельсовет включает 37 населённых пунктов:
- Белевичи — деревня.
- Блышки — хутор.
- Волковщина — деревня.
- Волынь — деревня.
- Вышедки — деревня.
- Гиньки — деревня.
- Гирстуны — деревня.
- Гулидово — деревня.
- Гусаково — деревня.
- Дерковщина — деревня.
- Журавнево — деревня.
- Завороты — деревня.
- Залавки — деревня.
- Зарубино — деревня.
- Зеваличи — деревня.
- Квачи — деревня.
- Константиново — деревня.
- Коробы 1 — деревня.
- Коробы 2 — агрогородок.
- Лапишки — деревня.
- Ласковщина — деревня.
- Латыголь — деревня.
- Лихоболотье — деревня.
- Ловцы — деревня.
- Медведки — деревня.
- Новые-Шарабаи — деревня.
- Ольховики — деревня.
- Пачки — деревня.
- Подкраевщина — деревня.
- Проходы — деревня.
- Рудаково — деревня.
- Сазоновщина — деревня.
- Саковичи — деревня.
- Старые-Шарабаи — деревня.
- Стуровщина — деревня.
- Тумаши — деревня.
- Шуневцы — деревня.